# Jonathan Ahdout
Jonathan Ahdout, é um ator americano mais conhecido por interpretar o personagem Beeroz Araz na série de tv 24 Horas.

## Filmografia
- 24 Horas (2004-2005)